# Luis Garcia Berlanga
Luis Garcia Berlanga (nume complet "Luis García Berlanga", n. 12 iunie 1921, Valencia, Comunitatea Valenciană, Spania – d. 13 noiembrie 2010, Pozuelo de Alarcón⁠(d), Spania) a fost un regizor și scenarist spaniol, considerat un clasic al cinematografiei din țara sa.
A început cariera pe timpul lui Francisco Franco, realizând, de-a lungul timpului, peste 15 lungmetraje. În tinerețe a studiat filosofia, dar și-a găsit vocația în 1947 când a intrat la "Institutul de Investigații și Experinețe Cinematografice" (Instituto de Investigaciones y Experiencias cinematográficas) din Madrid.
A debutat ca regizor în anul 1951 cu filmul Esa pareja feliz în care a lucrat cu Juan Antonio Bardem.  El a colaborat în șapte ocazii cu scenaristul Rafael Azcona. Printre cele mai cunoscute filme ale sale se numără "Bienvenido, Mr. Marshall!" (1952), "Placido" (1961), "El verdugo" (1963) și "La escopeta nacional" (1978).
Caracteristicile filmelor sale sunt ironia și satira socială și politică. În timpul dicaturii lui Franco capacitatea sa de a depăși cenzura și de a realiza proiecte indrăzneșe ca "Minuni, joia" (Los jueves, milagro) l-au pus în evidență.
În 1968, a fost ales șeful juriului la a optsprezecea ediție a Festivalului Internațional de Film de la Berlin.
De-a lungul carierei sale, a obținut numeroase premii, printre care Premiul "Prințul de Asturias pentru Arte", în 1986, și un premiu Goya, în 1993, pentru unul dintre ultimele sale filme - "Todos a la carcel". De asemenea, pelicula "Placido" a fost nominalizată la premiul Oscar pentru cel mai bun film într-o limbă străină în 1961.

## Filmografie ca regizor
- Esa pareja feliz (1951) scris și regizat în colaborare
- ¡Bienvenido Mister Marshall! (Welcome Mr. Marshall!) (1952)
- Novio a la vista (1954)
- Calabuch (1956)
- Miracles on Thursdays (Los jueves, milagro) (1957)
- Plácido (1961)
- Las cuatro verdades (1962)
- El Verdugo (1963)
- Las Pirañas (aka La boutique, in Spain) (1967)
- ¡Vivan los novios! (1969)
- Tamaño natural (1973)
- La escopeta nacional (1977)
- Patrimonio nacional (1981)
- Nacional III ( (1981)
- La vaquilla (1985)
- Moros y Cristianos (film) (1987)
- Everyone to Jail! (¡Todos a la cárcel!) (1993)
- París-Tombuctú (1999)
- Hey Art! (2006) (co-regizor )

## Filmografie ca actor
- Corazón de bombón (2000)
- Extranjeros de sí mismos(Strangers to Themselves) (2001) documentar